# Zou Yan
Zou Yan (ur. 305 p.n.e., zm. 240 p.n.e.) – starożytny chiński filozof, twórca szkoły yinyang. Zgodnie z Zapiskami historyka pochodził z państwa Qi. Dzieła Zou Yana zaginęły, jednak jego poglądy zostały szczegółowo zreferowane w dziełach innych pisarzy.
Stworzył własną filozofię historii, w której podstawową rolę odgrywa cykl wu xing. Zgodnie z nią od początku dziejów istnieje pięć elementów, które następują jeden po drugim i nieustannie powtarzają się od nowa. Wraz z przejściem cyklu dziejów z jednego elementu do drugiego zmienia się również władza polityczna, co Niebiosa sygnalizują zesłaniem kataklizmów i nadprzyrodzonych zjawisk.